# Hainichlandweg
Der Hainichlandweg ist ein 130 Kilometer langer Wanderweg in Thüringen. Der Rundwanderweg führt in den Landkreisen Wartburgkreis, Eichsfeld und Unstrut-Hainich-Kreis um den Hainich und seinen Nationalpark herum, sowie ins Werratal.

## Verlauf
Der Rundwanderweg beginnt und endet in Weberstedt. Über Kammerforst, Struth, Heyerode, Probsteizella, Mihla und Hütscheroda gelangt man nach 130 Kilometern zurück an den Startort.
Für Reisende mit Bahn bzw. ÖPNV bietet sich auch der Einstieg in Mühlhausen an, da der Ort recht gut mit der Bahn erreichbar ist und der Hainichlandweg von dort aus in wenigen Kilometern zu Fuß erreichbar ist.

## Geschichte
Der Wanderweg wurde 2012 nach fünfjähriger Planungszeit auf vorhandenen Wegen ausgewiesen. Mehr als 300 Schilder wurden hierfür angebracht.